# Moenkhausia oligolepis
Moenkhausia oligolepis és una espècie de peix de la família dels caràcids i de l'ordre dels caraciformes.

## Morfologia
- Els mascles poden assolir 10 cm de llargària total.[5]

## Reproducció
És ovípar.

## Hàbitat
Viu a àrees de clima tropical.

## Distribució geogràfica
Es troba a Sud-amèrica: Veneçuela, les Guaianes i la conca del riu Amazones.